# Otto Bitthorn
Otto Benjamin Martin Bitthorn (* 2. Juni 1880 in Tettenborn; † 1. Juli 1953 in Hameln) war ein deutscher Generalleutnant, der bis 1933 als Abteilungsleiter für Heeresfachschulen und Versicherungswesen im Reichswehrministerium tätig war.

## Leben
Er wurde als Sohn des Patronatspfarrers Otto Bitthorn im Rittergutsbezirk Tettenborn, Kreis Grafschaft Hohenstein im Regierungsbezirk Erfurt der preußischen Provinz Sachsen geboren. Nach dem Schulbesuch schlug er ab Herbst 1898 eine militärische Laufbahn ein und wurde 1899 Fähnrich und im darauffolgenden Jahr Leutnant im 159. Infanterie-Regiment. Seine Beförderung zum Oberleutnant erfolgte im Jahre 1909. Nachdem er 1913 zum Hauptmann ernannt worden war, nahm er nach Ausbruch des Ersten Weltkrieges am Kriegsgeschehen teil und wurde am 18. Mai 1918 zum Major befördert. Als solcher arbeitete er im Kriegsministerium in Berlin und war von 1919 bis 1925 als Major und Referent im Reichswehrministerium tätig. In dieser Zeit erfolgte im Jahre 1924 seine Beförderung zum Oberstleutnant. Nach einem zweijährigen Einsatz als Kommandeur im Trainings-Bataillon des 2. Infanterie-Regiments wurde Otto Bitthorn 1927 Abteilungsleiter für Heeresfachschulen und Versicherungswesen im Reichswehrministerium und als solcher 1929 zum Oberst und 1932 zum Generalmajor befördert. Im Zusammenhang mit der Machtergreifung der Nationalsozialisten schied er am 31. Januar 1933 mit dem Charakter als Generalleutnant aus dem aktiven Dienst aus und trat im 53. Lebensjahr in den Ruhestand, den er in Berlin-Wilmersdorf, Wittelsbacherstraße 4 verbrachte. Er starb 1953 in Hameln.
Otto Bitthorn war Mitglied des Präsidiums des Reichstreubundes ehemaliger Berufssoldaten, der sich 1936 der Vereinigung Deutscher Frontkämpfer-Verbände anschloss.

## Einzelnachweis
1. ↑  Bundesarchiv, BArch MSG 109/195

| Personendaten    | Personendaten                  |
| ---------------- | ------------------------------ |
| NAME             | Bitthorn, Otto                 |
| ALTERNATIVNAMEN  | Bitthorn, Otto Benjamin Martin |
| KURZBESCHREIBUNG | deutscher Generalleutnant      |
| GEBURTSDATUM     | 2. Juni 1880                   |
| GEBURTSORT       | Tettenborn                     |
| STERBEDATUM      | 1. Juli 1953                   |
| STERBEORT        | Hameln                         |